# How It Ends (film)
 (août 2024).
 (27 août 2024).
Le contenu est difficilement compréhensible vu les erreurs de traduction, qui sont peut-être dues à l'utilisation d'un logiciel de traduction automatique.
Cet article concerne le film. Pour la chanson, voir How It Ends.
Pour plus de détails, voir Fiche technique et Distribution.
How It Ends est un film américain réalisé par David M. Rosenthal, sorti en 2018.
À la suite d'un dîner tendu avec les parents de sa fiancée enceinte, un jeune avocat engage une conversation téléphonique avec cette dernière. La liaison se brouille soudainement, et il entend sa voix paniquée mentionner un phénomène étrange autour d'elle. La communication est ensuite interrompue.
En retard pour son vol à destination de Seattle, l'avocat se rend à l'aéroport international O'Hare de Chicago où tous les vols sont annulés. Un journal télévisé rapporte qu'un séisme vient de se produire sur la côte ouest des États-Unis, avant d’être brutalement interrompu, tout comme les lignes électriques et téléphoniques.
Malgré les tensions avec son beau-père, l'avocat rejoint ses futurs beaux-parents, qui préparent visiblement leurs valises. Le père, déterminé à sauver sa fille isolée à Seattle, demande à l'avocat de l'accompagner.

## Synopsis
Will et Samantha sont un jeune couple qui attend leur premier enfant. Will prend l'avion pour Seattle afin de rendre visite à ses beaux-parents à Chicago, dans l'intention de demander à son père Tom la permission d'épouser Samantha. Au dîner, lui et Will se disputent, et Will part sans mentionner la grossesse ou le mariage.
Le lendemain, Sam appelle Will avant son vol de retour. Elle a peur lorsqu'elle entend un bruit étrange et dit : "Quelque chose ne va pas" avant que la ligne ne s'éteigne. A l'aéroport, tous les vols sont annulés. Il y a un reportage télévisé discutant des rapports préliminaires sur un événement sismique au large de la côte ouest des États-Unis qui a perturbé l'alimentation électrique et les télécommunications. Will retourne chez les parents de Samantha, là son beau-père lui demande de l'accompagner à Seattle pour retrouver cette dernière.
Au milieu d'un trafic intense, Will et Tom découvrent que des soldats ont fermé l'autoroute. Invoquant son service antérieur en tant qu'officier de la Marine, Tom les persuade de laisser passer sa voiture. Cette nuit-là, ils sont arrêtés par une voiture de police, mais le conducteur n'est pas un officier, mais plutôt un civil avec un fusil de chasse. La fusillade qui s'ensuit entraîne un accident qui fracture les côtes de Tom. Celui-ci l'assomme et ils utilisent la voiture de police pour remorquer leur propre véhicule endommagé jusqu'à une réserve voisine.
A la réserve, Ricki, une jeune mécanicienne, répare la voiture et accepte de voyager avec eux en cas de nouvelle panne. Le trio repart, réapprovisionnant les provisions au fur et à mesure. À un moment donné, des voleurs les tiennent tous les trois sous la menace d'une arme, volant leurs réserves d'essence. Étant sans carburant, ils sont condamnés. Will poursuit et rattrape la voiture en fuite. Ricki tire sur leurs pneus, provoquant le retournement du véhicule. Avec l'incendie environnant et la fuite du réservoir d'essence de la voiture accidentée, ils ont à peine le temps de reprendre leur essence avant que la voiture n'explose. Plus tard dans la nuit, bouleversée par ce qui s'est passé, Ricki les quitte.
Le lendemain, le poumon de Tom s'effondre, Will doit donc effectuer une thoracotomie à l'aiguille. Sentant que Tom va mourir sans aide médicale, ils se lient et Will sent enfin que Tom l'approuve, lui et Sam. Sur un pont, ils rencontrent une bande d'hommes armés à moto. Ils travaillent ensemble pour échapper au gang, mais Tom succombe à ses blessures. La voiture tombe en panne et Will la brûle pour ne pas avoir à laisser le corps de Tom pourrir. Will continue le voyage à pied.
Une famille récupère Will et il les conduit dans la maison vide de son père, dans l'Idaho, où ils se reposent enfin. Il passe un accord avec eux, prenant leur véhicule à quatre roues motrices en échange de leur séjour dans la maison bien approvisionnée de son père jusqu'à ce qu'ils soient prêts à partir vers le nord, où la situation est meilleure. Alors qu'il se rapproche de Seattle, Will constate que la ville est presque complètement détruite. Le mystère s'épaissit alors que Will remarque des victimes mortes enterrées dans leurs voitures sous une épaisse couche de cendres. Atteignant enfin l'appartement dévasté de Sam, Will voit une note laissée par celle-ci avec l'adresse d'un chalet.
Rendu là, Will retrouve Sam avec Jeremiah, un voisin de l'immeuble. Convaincu que la catastrophe n'est pas naturelle, mais le résultat d'une attaque élaborée, Jeremiah révèle une profonde paranoïa. Le lendemain matin, étant tombé amoureux de Sam, Jeremiah tente de tuer Will. Ce dernier lui tire dessus en état de légitime défense. Peu de temps après, une éruption volcanique déclenche une explosion massive de feu, de cendres et d'ondes de choc, provoquant une coulée pyroclastique. Will et Sam s'éloignent rapidement du nuage qui engloutit tout, restant à peine devant lui, mais réussissant à le distancer à mesure qu'il s'apaise. Ils proclament leur amour l'un pour l'autre, quoi qu'il arrive ensuite, alors qu'eux aussi se dirigent vers le nord. La cause et la nature de « l'événement » originel demeurent inexpliquées.

## Fiche technique
- Titre original et français : How It Ends
- Réalisation : David M. Rosenthal
- Scénario : Brooks McLaren
- Musique : Atli Örvarsson
- Direction artistique : Philip Ivey
- Décors : Harrison Yurkiw
- Costumes : Mary E. McLeod
- Photographie : Peter Flinckenberg
- Montage : Jason Ballantine
- Production : Paul Schiff, Tai Duncan, Kelly McCormick et Patrick Newall
- Sociétés de production : Paul Schiff Productions et Sierra/Affinity
- Société de distribution : Netflix
- Pays d'origine :  États-Unis
- Langue originale : anglais
- Format : couleur
- Genre : catastrophe, science-fiction, thriller
- Durée : 113 minutes
- Date de sortie :
  - Monde : 13 juillet 2018 sur Netflix

## Distribution
- Theo James (VF : Mathieu Moreau) : Will Younger
- Kat Graham (VF : Fily Keita) : Samantha Sutherland
- Forest Whitaker (VF : Emmanuel Jacomy) : Tom Sutherland, le père de Samantha
- Nicole Ari Parker (VF : Géraldine Asselin) : Paula Sutherland, la mère de Samantha
- Grace Dove (VF : Alexandra Garijo) : Ricki
- Mark O'Brien (VF : Benjamin Gasquet) : Jeremiah
- Kerry Bishé (VF : Jessica Barrier) : Meg
- Eric Keenleyside (VF : Achille Orsoni) : le shérif Reynolds
- David Lewis : un auto-stoppeur
- Lanie McAuley : Liza, la braqueuse de la station-service

## Production

### Développement et genèse
Le 19 mars 2011, Sierra/Affinity est en train de mettre au point un thriller d'action intitulé How It Ends, basé sur le script de The Black List, écrit par Brooks McLaren en 2010, et devrait être produit par Paul Schiff et Tai Duncan avec leur société de production Paul Schiff Productions. Le 1er décembre 2015, David M. Rosenthal est engagé comme réalisateur de ce film, au moment où Sierra Pictures qui développait ce projet est pressenti en tant que producteur.
Le 4 janvier 2017, Netflix acquiert les droits mondiaux.

### Attribution des rôles
En juin 2017, les acteurs Theo James, Forest Whitaker et Kat Graham rejoignent la production,,.

### Tournage
Le tournage commence en août 2017 à Winnipeg, dans la province du Manitoba, au Canada.

## Accueil
Après une bande annonce diffusée le 22 juin 2018, How It Ends est lancé le 13 juillet 2018 sur Netflix. L'accueil du public est plutôt défavorable puisque le film détient une moyenne de 3/10 (18 avis) sur Rotten Tomatoes , ce qui est souligné par Metacritic qui lui donne une moyenne pondérée de 36 sur 100 (5 critique).